# Metalocalypse
Metalocalypse is een Amerikaanse animatieserie gecreëerd door Brendon Small and Tommy Blacha. De eerste aflevering was op 6 augustus 2006 op Adult Swim.
Het programma gaat over de bizarre avonturen van de fictieve deathmetalband Dethklok. In de serie is de band gigantisch populair en draait een omzet ter grootte van de zevende economie ter wereld. De serie is grotendeels gebaseerd op zwarte humor en dood en geweld spelen een grote rol. Ook zijn er veel verwijzingen naar de metal-subcultuur, namen van producten verwijzen bijvoorbeeld naar bekende metalbands.

## Personages

### Dethklok
De leden van de deathmetalband Dethklok zijn de hoofdpersonages van de serie. Ze zijn sociaal inept, onhandig, alcoholist en richten overal waar ze komen schade aan.
- Nathan Explosion (stem: Brandon Small), de frontman en leadzanger van de band
- Skwisgaar Skwigelf (stem: Brendon Small), leadgitarist, komt uit Zweden
- Toki Wartooth (stem: Tommy Blacha), ritmegitarist, komt uit Noorwegen
- Pickles (stem: Brendon Small), drummer, komt uit Wisconsin
- William Murderface (stem: Tommy Blacha), bassist

### The Tribunal
The Tribunal is een geheimzinnig Illuminati-achtig genootschap dat de verrichten van Dethklok op de voet volgt.

## Afleveringen
Het eerste seizoen bestond uit 20 afleveringen van 11 minuten en was voor het eerst op tv te zien in het najaar van 2006. In 2007 en 2008 kwamen er nog eens 20 afleveringen uit. Het derde seizoen (uitgezonden in 2009 en 2010) bestond uit 10 afleveringen van 21 minuten. Het vierde seizoen kwam uit in het voorjaar van 2012 en bestond weer uit korte afleveringen van 11 minuten. Op 27 oktober werd een special van een uur uitgezonden onder de titel Metalocalypse: The Doomstar Requiem; deze aflevering had de vorm van een rockopera.
In 2023 kwam met Metalocalypse: Army of the Doomstar een film uit die verder ging waar "The Doomstar Requiem" eindigde.

## Andere producten
In 2007 kwam er een muziekalbum met de nummers van Dethklok genaamd The Dethalbum. De muziek werd in werkelijk ingespeeld door Brendon Small, schrijver van de serie, en Gene Hoglan, de drummer van o.a. Fear Factory, Testament en Death. In 2009 kwam er een tweede album uit, Dethalbum II. Intussen zijn er ook een computerspel en een stripverhaal van Metalocalypse verschenen en is de band zelfs op tour geweest.